# Giovanni Girolamo Kapsberger
Johann Hieronymus Kapsperger, italianizzato Giovanni Girolamo Kapsberger (Venezia, 1580 circa – Roma, 1651), è stato un musicista e compositore italiano (nato da padre austriaco e madre veneziana, pare non abbia mai parlato il tedesco).

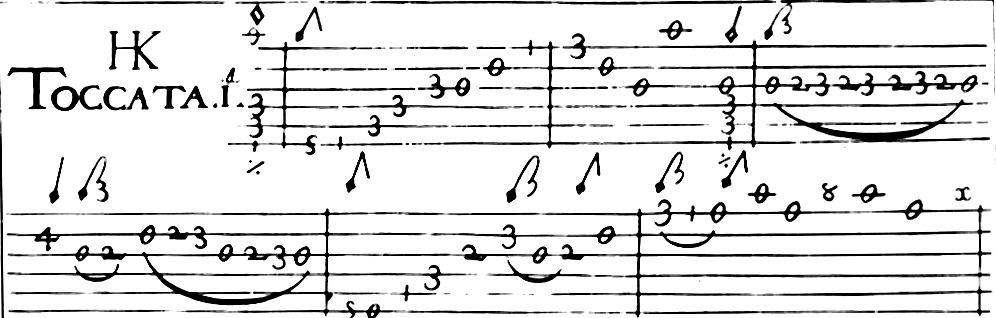
Prime battute dell'intavolatura della Toccata Prima dal Libro primo d'intavolatura di chitarone di Kapsberger (le lettere HK stanno per Hieronymus Kapsberger).

Il suo soprannome era "il tedesco della tiorba", derivante dalla sua fama come virtuoso appunto della tiorba e degli altri strumenti facenti parte della famiglia dei liuti.

## Biografia
Attorno al 1605, dopo aver trascorso gli anni di formazione a Venezia, dove stazionava suo padre essendo un colonnello tedesco, e dopo aver pubblicato la sua prima raccolta di brani per chitarrone, si trasferì a Roma. Qui compose sia musica vocale sacra e profana sia musica per strumenti a corde pizzicate, entrando nella cerchia dei musicisti vicini alla corte papale di Urbano VIII. La sua fama di musicista gli valse nel 1622 la commissione da parte dei Gesuiti del dramma allegorico Apotheosis sive Consecratio Sanctorum Ignatii et Francisci Xaverii (per celebrare la canonizzazione di Sant'Ignazio di Loyola) che ebbe la prima assoluta nel 1622 al Collegio Romano. La sua attività di teorico di musica lo portò alla redazione di un trattato musicale, Il Kapsberger della musica, andato perduto.

## Opere

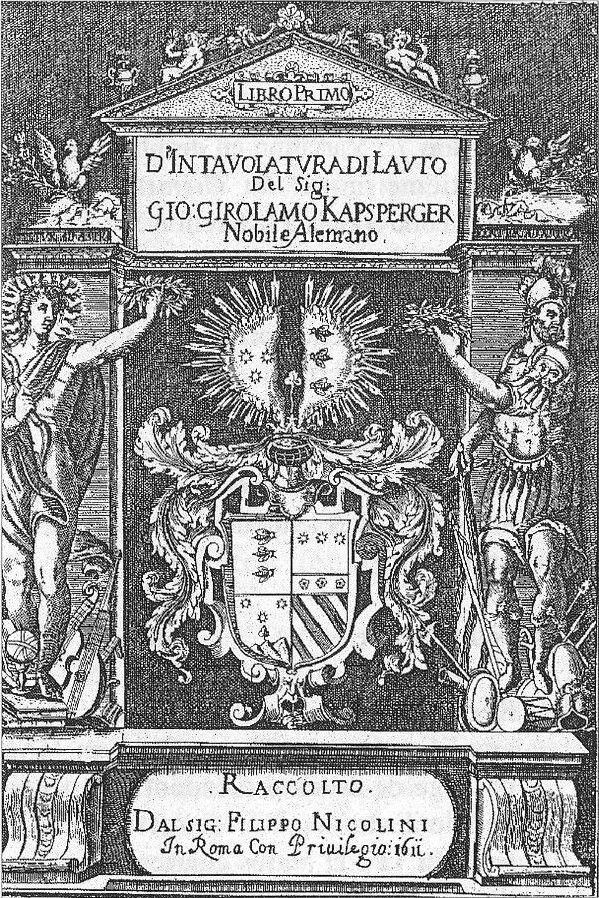
Copertina del libro di J.H. Kapsberger Libro I d'intavoltura di lauto (1611).

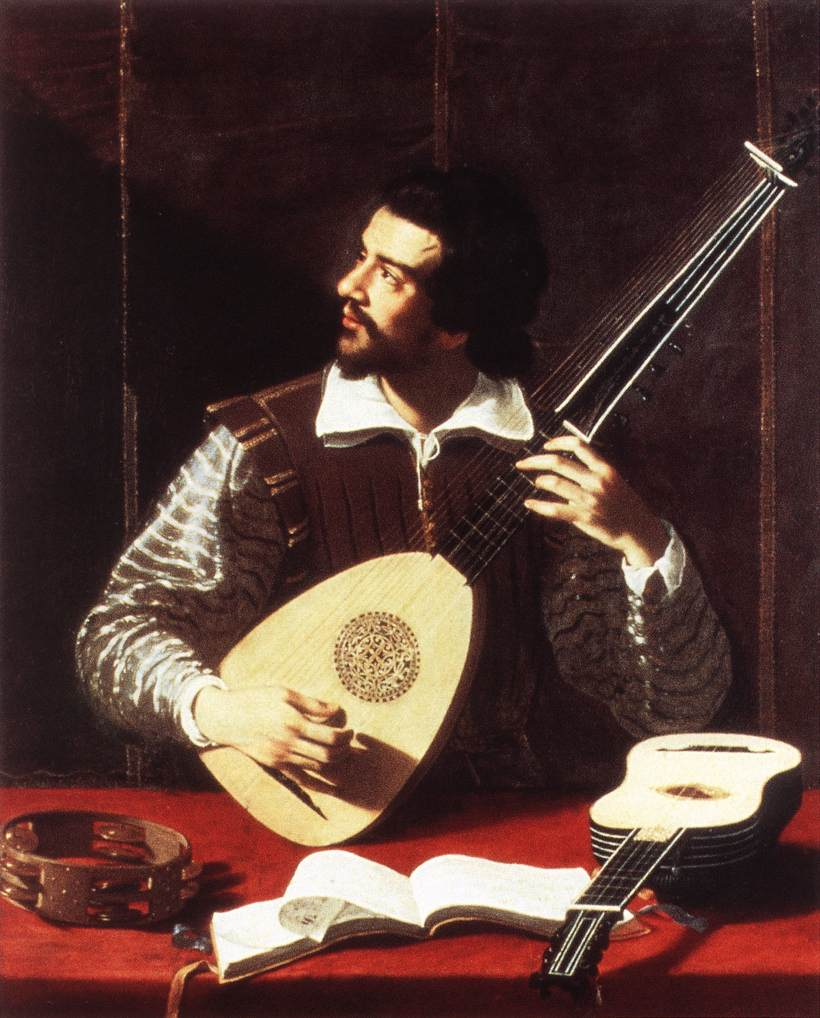
"Suonatore di liuto" (in realtà chitarrone francese o, anche, chitarra tiorbata) di Antiveduto Gramatica.

- Libro Primo d'Intavolatura di Chitarrone, Venezia 1604
- Libro Primo de Madrigali a cinque voci col basso continuo, Roma 1609
- Libro Primo di villanelle, Roma 1610
- Libro Primo d'intavolatura di lauto, Roma 1611
- Libro Primo Di Arie Passeggiate a una Voce con l'Intavolatura del Chitarone, Roma 1612
- Libro Primo di Motteti passeggiati a una voce, Roma 1612
- Maggio cantato nel Regio palazzo de' Pitti, Firenze 1612
- Libro Primo de Balli Gagliarde et Correnti a quattro voci, Roma 1615
- Libro Primo di Sinfonie a quattro. Con il Basso continuo, Roma 1615
- Libro Secondo d'Intavolatura di Chitarrone, Roma 1616
- Libro Secondo di Villanelle a 1. 2. et 3 voci, Roma 1619
- Libro Terzo di Villanelle a 1. 2. et 3. voci, Roma 1619
- Libro secondo di arie à una o più voci, Roma 1623
- Libro Quarto di Villanelle a una e più voci, Roma 1623
- Poematia et Carmina composita a Maffaeo Barberino olim S.R.E. Card. nunc autem Urbano octavo P.O.M. musicis modis aptata... Volumen Primum, Roma 1624
- La vittoria del principe Vladislao in Valacchia, libretto di Giovanni Ciampoli che ebbe la prima assoluta a Roma nel 1625 (perduto)
- Libro Terzo di Intavolatura di Chitarrone, Roma 1626
- Coro musicale nelle nozze de gli ecc.mi sig.ri don Taddeo Barberini, e donna Anna Colonna, Roma 1627
- Cantiones sacrae... volumen Primum, Roma 1628
- Fetonte, dramma recitato a più voci, Roma 1630 (perduto)
- Modulatus sacri diminutis voculis... Volumen Secundum, Roma 1630
- I Pastori di Bettelemme nella nascita di N.S. Giesu Christo, Roma 1630
- Libro Quinto di Villanelle a una, due, tre et quattro voci, Roma 1630
- Litaniae Deiparae Virginis cum suis Antiphonis musicis modis... Volumen Primum, Roma 1631
- Missae Urbanae... Volumen Primum, Roma 1631
- Li Fiori: Libro Sesto di Villanelle a una, due, tre e quattro voci, Roma 1632
- Libro Quarto d'Intavolatura di Chitarrone, Roma 1640
- Libro Settimo di Villanelle a una, e più voci, Roma 1640

## Discografia
- 1992 - Il Tedesco della Tiorba. Pieces for Lute, Paul O'Dette (Harmonia Mundi)
- 1993- Libro primo d'Intavolatura di Lauto, Sandro Volta (Arion France)
- 1994 - Libro Quatro d'Intavolatura di Chitarone. Roma 1640, Rolf Lislevand (Auvidis - Astrée)
- 1995 - Libro Primo d'Intavolatura di Lauto, Hopkinson Smith (Astrée)